# Ян Дрюес Ахенбах
Ян Дрюес Ахенбах (20 серпня 1935 — 22 серпня 2020) був почесним професором (професором імені Волтера П. Мерфі та заслуженим професором школи Маккорміка) Північно-Західного університету. 

## Життєпис
Ахенбах народився в північному регіоні Нідерландів, у Леувардені. Він вивчав аеронавтику в Делфтському технологічному університеті, який закінчив зі ступенем магістра наук у 1959 році. Після цього він поїхав до Сполучених Штатів, до Стенфордського університету, де здобув ступінь доктора філософії у 1962 році. Працював рік викладачем у Колумбійському університеті, після чого його призначили доцентом Північно-Західного університету.

## Внесок у науку
Ахенбах розробив методи виявлення та вивчення дефектів за допомогою контактних перетворювачів, методів візуалізації та лазерного ультразвуку. Він також розробив методи дослідження тонких шарів за допомогою акустичної мікроскопії. Результати отримані як аналітичними так і експериментальними методами з широкою співпрацею з дослідниками з інших університетів та промислових організацій над дослідницькими проєктами. Робота в галузі механіки руйнування зосереджувалася переважно на динамічному руйнуванні. Він також проводив дослідження структурної акустики та механічних властивостей композитних матеріалів
Ахенбах став засновником журналу Wave Motion. Він був головним редактором з моменту заснування журналу в 1979 році до 2012 року.